# MC Spontan
MC Spontan (geb. 8. April 1980 in Gelsenkirchen als Zafer Öztürk) ist ein MC, der sich in Deutschland als Freestyle-Rapper einen Namen gemacht hatte, bevor er 2003 sein Debüt-Album Greatest Hits 2000–2003 bei Headrush Records veröffentlichte.
Danach wechselte er mit seinem Stammtischkollegen SD zu Optik Records, wo er aber nur mit jeweils einem Track auf zwei, von SD erschienenen EPs und der SPSD Single mit dem Track V.I.P. zu hören war. Von Optik Rec. haben sich die beiden mittlerweile wieder getrennt.

## Diskografie

### Alben
- 2003: Greatest Hits 2000–2003
- 2008: Vom Backpack zum Jetset (Free Download)[2]

### Singles
- 2000: Plattenpapzt feat. MC Spontan: Willkommen im Club (Maxi-CD)
- 2000: Plattenpapzt feat. MC Spontan: Kaiserschnitt[3]
- 2001: Sp 2001 (Maxi-CD)